# Volksbank Lauterecken
Die Volksbank Lauterecken eG ist eine deutsche Genossenschaftsbank mit Sitz in der rheinland-pfälzischen Stadt Lauterecken im Landkreis Kusel.

## Geschichte
Die heutige Volksbank Lauterecken eG wurde am 7. Oktober 1895 von 64 engagierten Bürgern aus Lauterecken und Umgebung als „Vorschuß-Verein Lauterecken eingetragene Genossenschaft“ gegründet. Am 28. April 1940 beschloss die Generalversammlung den Namen in Volksbank Lauterecken eGmbH zu ändern.  Meilensteine in der Firmengeschichte sind die Fusion der damaligen Volksbank Lauterecken eGmbH mit der Raiffeisenbank Glantal eGmbH mit dem Sitz in Offenbach-Hundheim im Jahr 1972 sowie die Fusion mit der Raiffeisenkasse Becherbach eG mit dem Sitz in Becherbach und der Raiffeisen-Warengenossenschaft eG Lauterecken im Jahr 1974. Die Übernahme der Raiffeisenbank Olsbrücken und Umgebung eG mit dem Sitz in Olsbrücken erfolgte 1981, die Verschmelzung mit der Raiffeisenbank Otterbach eG mit dem Sitz in Otterbach im Jahr 2000 war die bisher letzte Fusion der Volksbank Lauterecken eG.
Nachfolgend weitere Fusionen der heutige Volksbank Lauterecken eG und ihrer Vorgängerinstitute:
- 1972 – Fusion der Raiffeisenkasse Höringen eGmbH mit dem Sitz in Höringen mit der Raiffeisenkasse Otterbach eGmbH zur Raiffeisenbank Otterbach eGmbH
- 1970 – Fusion der Raiffeisenkasse Becherbach eGmbH mit der Raiffeisenkasse Roth eGmbH mit dem Sitz in Roth
- 1968 – Fusion der Raiffeisenbank Offenbach-Hundheim eGmbH mit der Raiffeisenkasse Gumbsweiler-St.Julian eGmbH mit dem Sitz in Sankt Julian und Gründung der Raiffeisenbank Glantal eGmbH
- 1968 – Fusion der Raiffeisenkasse Becherbach eGmbH mit der Raiffeisenkasse Ginsweiler-Reipoltskirchen eGmbH mit dem Sitz in Ginsweiler
- 1967 – Fusion der Raiffeisenkasse Becherbach eGmbH mit der Raiffeisenkasse Odenbach eGmbH mit dem Sitz in Odenbach
- 1965 – Fusion der Raiffeisenkasse Hirschhorn eGmbH mit dem Sitz in Hirschhorn mit der Raiffeisenkasse Olsbrücken und Umgebung eGmbH
- 1964 – Fusion der Raiffeisenkasse Niederalben-Rathsweiler eGmbH mit dem Sitz in Niederalben mit der Raiffeisenkasse Offenbach-Hundheim eGmbH zur Raiffeisenbank Offenbach-Hundheim eGmbH
- 1964 – Fusion der Raiffeisenkasse Becherbach eGmbH mit der Raiffeisenkasse Gangloff eGmbH mit dem Sitz in Gangloff
- 1964 – Fusion der Raiffeisenkasse Wörsbach eGmbH mit dem Sitz in Wörsbach mit der Raiffeisenkasse Olsbrücken und Umgebung eGmbH

## Rechtsverhältnisse
Die Volksbank Lauterecken eG ist im Genossenschaftsregister beim Amtsgericht Kaiserslautern unter GnR 20109 eingetragen.

## Organisationsstruktur
Rechtsgrundlagen sind das Genossenschaftsgesetz und die durch die Vertreterversammlung beschlossene Satzung. Organe der Bank sind der Vorstand, der Aufsichtsrat und die Vertreterversammlung.
Der Vorstand der Volksbank Lauterecken eG besteht aus zwei Mitgliedern, die vom Aufsichtsrat bestellt werden. Sie leiten die Bank eigenverantwortlich, vertreten sie nach außen und führen die Geschäfte. Der Vorstand ist dem Aufsichtsrat und den Mitgliedern der Bank zur Rechenschaft verpflichtet. Der Aufsichtsrat wird von der Mitgliederversammlung gewählt. Er überwacht die Geschäftsführung des Vorstandes und kontrolliert die Geschäftsergebnisse. Der Aufsichtsrat berichtet zudem einmal jährlich in der Mitgliederversammlung über den Jahresabschluss und die durchgeführte Prüfung. Vorstand und Aufsichtsrat legen vor der Vertreterversammlung Rechenschaft über ihre Tätigkeit ab. Die Vertreterversammlung stellt den Jahresabschluss fest und beschließt wie der Jahresüberschuss verwendet werden soll. Außerdem entscheidet sie über die Entlastung des Aufsichtsrates und des Vorstandes. Der Aufsichtsrat wird aus ihrer Mitte gewählt.

## Sicherungseinrichtung
Die Volksbank Lauterecken eG ist der amtlich anerkannten Sicherungseinrichtung des Bundesverbandes der Deutschen Volksbanken und Raiffeisenbanken GmbH und der zusätzlichen freiwilligen Sicherungseinrichtung des Bundesverbandes der Deutschen Volksbanken und Raiffeisenbanken e.V. angeschlossen.

## Geschäftsausrichtung
Die Volksbank Lauterecken eG betreibt das Universalbankgeschäft. Im Verbundgeschäft arbeitet sie mit der DZ Bank, R+V Versicherung, Bausparkasse Schwäbisch Hall, Teambank, VR Leasing, DZ Hyp und der Union Investment zusammen.

## Geschäftsgebiet
Das Geschäftsgebiet liegt im Osten des Landkreises Kusel sowie im äußersten Südwesten des Landkreises Bad Kreuznach.
An diesen Orten betreibt die Bank Filialen:
- Lauterecken (Hauptstelle, jur. Sitz)
- Offenbach-Hundheim (Geschäftsstelle)
- Becherbach (Geschäftsstelle)
- Otterbach (Geschäftsstelle)
- Olsbrücken (Geschäftsstelle)
- Wolfstein (Geschäftsstelle)
- Sien (SB-Geschäftsstelle)